# 関西大学経済学部

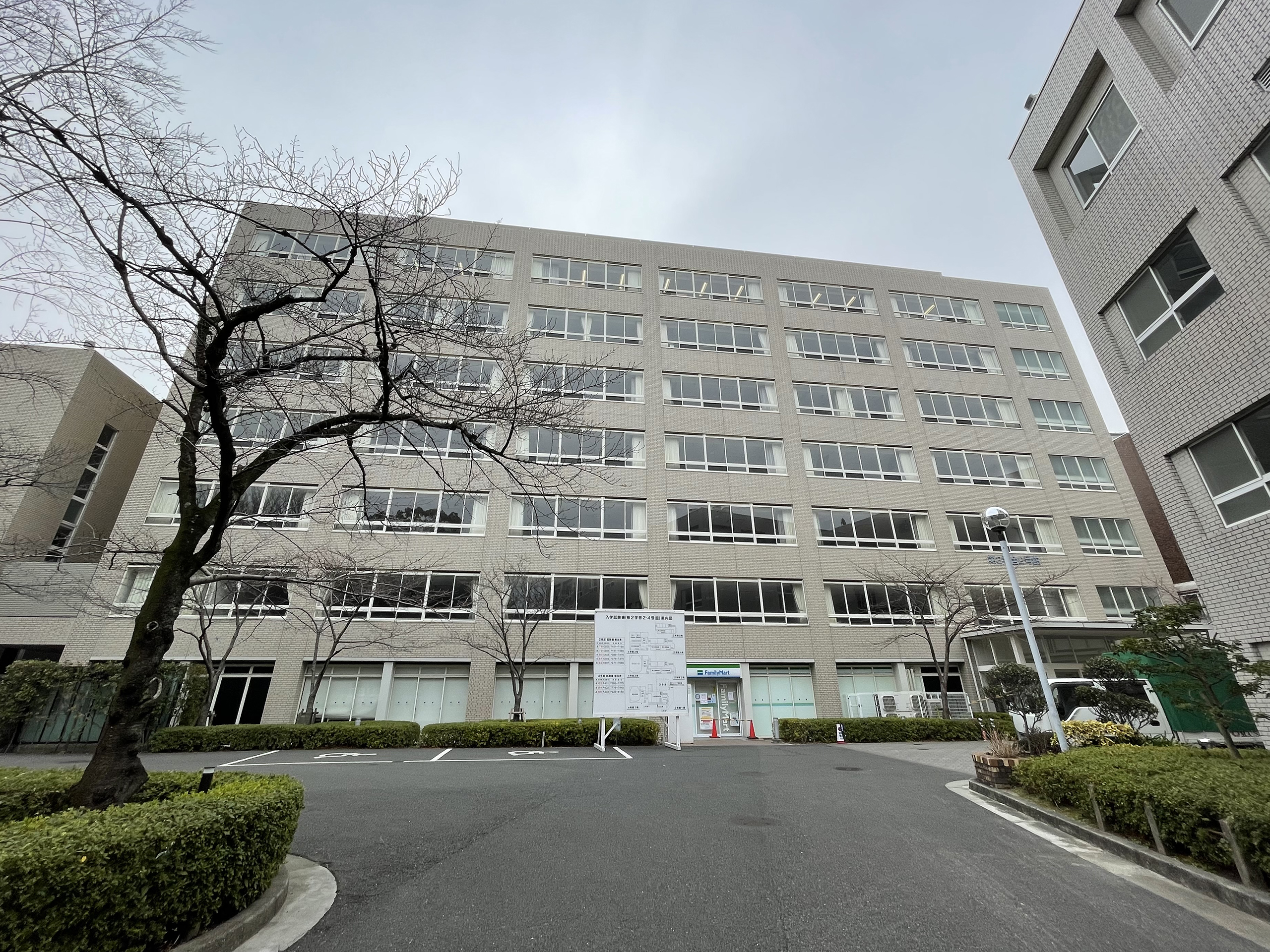
関西大学第2学舎2号館

関西大学経済学部（かんさいだいがくけいざいがくぶ、英称：Faculty of Economics）は、関西大学に設置されている経済学部である。

## 概要
関西大学経済学部は、1904年に関西法律学校本科に設立された経済学科を前身とする。学科としては経済学科1学科のみが置かれている。大学1年・2年では幅広い教養と経済学の基礎を学び、2年次秋学期からはゼミナールに所属し学習を進めることになっている。ゼミは約50ほどあり、その内容は多岐にわたる。ゼミに属した学生たちは、企業訪問や現場視察などのフィールドワーク、自治体と連携して政策提言を行うプロジェクト、他大学との合同ゼミ、プレゼンテーション大会などに参加していく。
大学3年からは学生1人1人の関心をさらに高める為に、「4コース制」（経済政策コース、歴史・思想コース、産業・企業経済コース、国際経済コース）がスタートし、学生はどれかコースを選んで、高度な専門知識を磨いていく。
2021年から経済学部のカリキュラムを刷新。専門教育科目を「導入科目」「基本科目」「展開科目」「実践科目」の4つの科目に分類し、学生が段階的に経済を学べるように設計した。展開科目はコースごとに、さらに授業科目が細分化して科目数も増える。実践科目は卒業論文が含まれる。
経済学部では教員免許状を取得するための課程が用意されている。取得できる教員免許は、中学校教諭一種 社会、高等学校教諭一種 地理歴史、高等学校教諭一種 公民、である。
また、経済学部では、図書館司書、学校図書館司書教諭、博物館学芸員、社会教育主事、の資格を取得するための課程が用意されている。

## 沿革

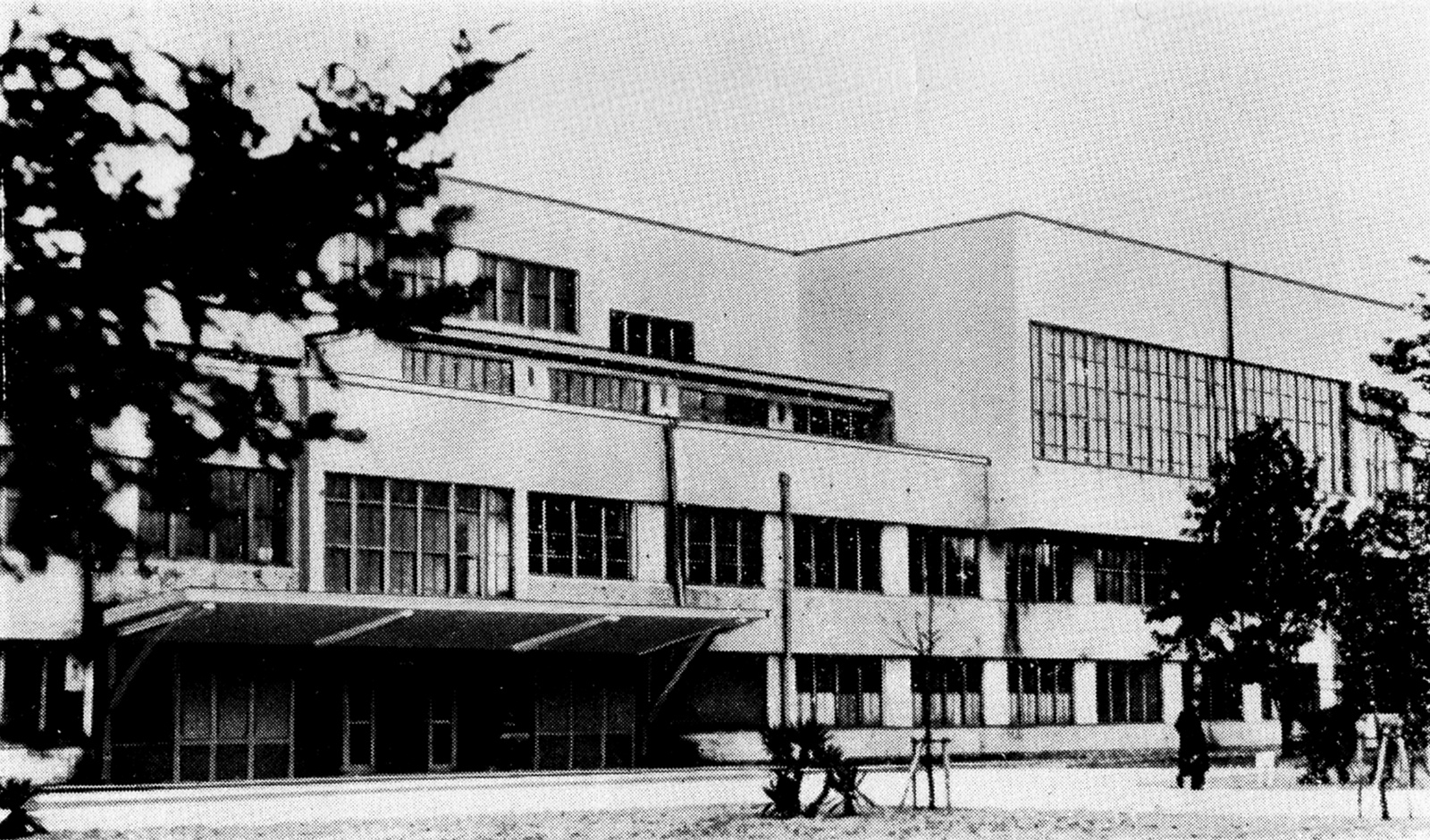
関西大学旧第二学舎

- 1904年 関西法律学校本科に経済学科を開設[2]。
- 1905年 私立関西大学経済学科に改組[2]。
- 1907年 学則改正によって大学部（法律科・経済科・商学科）と専門部に分かつ。大学部のなかに大学科と予科ができる[3]。
- 1911年 大学部・専門部の商業学科を高等商業学科と改称。高等商業予科を設置[3]。
- 1917年 専門部を専門部・専門部予科に分つ。専門部予科に法律・経済・高等商業の各予科を設置[3]。
- 1922年 関西大学商学部に改組[2]。
- 1924年 商学部を経済学部と改称[2]。
- 1935年 経済学部を経商学部と改称[5]。
- 1945年 経商学部を経済学部と改称[5]。
- 1948年 新制関西大学経済学部に改組[2]。
- 1951年 旧制学部最後の卒業式を挙行[6]。
- 1953年 学部第2部（夜間）を千里山から天六に全面移転[2]。
- 1959年 経済・政治研究所を設立[2]。
- 1994年 第2部が天六から千里山へ移転[2]。
- 2003年 第1部、第2部制を廃止[2]。
- 2007年 カリキュラム改革。4専修制を導入。
- 2011年 カリキュラム改革。7専修制を導入。
- 2021年 カリキュラム改革。4コース制を導入。

## 組織
経済学部
- 経済学科[1]
  - 入学定員726人・収容定員2904人[1]

大学院
- 経済学研究科

## 学部長
- 佐々木保幸

## 刊行物
関西大学経済学部は日頃の研究成果を発表する為に、定期的に以下の冊子を刊行している。
- 経済論集
- 経済学会報

## 交通アクセス
千里山キャンパス 
所在地：大阪府吹田市山手町3丁目3番35号
- 阪急電鉄千里線「関大前駅」で下車、大学正門までは徒歩約5分。

## 関連組織
- 関西大学経済・政治研究所
- 関西大学経済学会

## 著名な出身者

### 政治
- 森本晃司 - 建設大臣、公明党参議院議員副会長
- 近江巳記夫 - 科学技術庁長官、公明党常任幹事会副代表
- 大上司 - 自治政務次官
- 足立良平 - 参議院議員、全国電力関連産業労働組合総連合副会長
- 上田繁潔 - 奈良県知事、奈良県副知事
- 宮本一孝 - 門真市長、大阪府議会議員
- 北川法夫 - 寝屋川市長、大阪府議会議長
- 坂上守男 - 京都新聞社社長
- 芝田啓治 - 河内長野市長
- 原曻 - 岸和田市長、岸和田市総務部長
- 蓬萊務 - 小野市長、全国市長会副会長
- 山田秀士 - 次期御所市長

### 経済
- 西貞三郎 - 住友銀行副頭取
- 河村良彦 - 住友銀行常務、イトマン代表取締役社長
- 難波昭二郎 - ワーナー・パイオニア取締役
- 坂上守男 - 京都新聞代表取締役社長、日本新聞協会副会長
- 青砥順 - 米子信用金庫会長、米子信用金庫会長青砥喜三郎の子
- 高畑敬一 - 松下電器産業常務取締役
- 上月景正 - コナミホールディングス創業者・会長、コンピュータエンターテインメント協会初代会長
- 田中友幸 - 東宝映画会長、日本アカデミー賞協会副会長
- 河野隆 - ハウス食品代表取締役社長・会長
- 上原光徳 - 元西宮ストークス社長
- 中前公志 - 近畿大阪銀行社長、関西みらい銀行副会長、大阪銀行協会副会長
- 野田順弘 - オービック創業者・会長兼社長
- 吉松民雄 - コカ・コーラボトラーズジャパンホールディングス社長
- 山根義紘 - 日本テレビホールディングス副社長、日本テレビ放送網取締役執行役員
- 藤田研一 - シーメンス日本法人代表取締役社長
- 高島郁夫 - Francfranc創業者・社長
- 山田径男 - 香川銀行頭取
- 木村皓一 - 三起商行社長 -
- 小川涼太郎 - スダチ代表取締役社長

### 行政
- 原田要暢 - 元財務省北海道財務局長、東京信用金庫代表理事

### 研究
- 岡本祐次 (経済学者)
- 亀井利明 - 経営学、関西大学名誉教授、日本リスクマネジメント学会名誉理事長
- 北川勝彦 - アフリカ経済、関西大学教授
- 高木秀玄 - 統計学、関西大学名誉教授
- 橋本恭之 - 財政学、関西大学教授

### 文化
- 浅暮三文 - 推理作家、日本推理作家協会賞、メフィスト賞
- 伊園旬  - 推理作家、『このミステリーがすごい!』大賞
- 戸部けいこ - 漫画家、文化庁メディア芸術祭マンガ部門優秀賞
- 鳥海青児 - 洋画家、芸術選奨文部大臣賞、毎日芸術賞

### 芸能、スポーツ
- 桂小軽 - 落語家
- 平畠啓史（DonDokoDon） - お笑い芸人
- 後藤淳平（ジャルジャル） - お笑い芸人
- リー5世 - お笑い芸人
- 中條健一 - お笑い芸人
- 西谷浩一 - 元大阪桐蔭高等学校硬式野球部監督

### アナウンサー
- 宮根誠司 - フリーアナウンサー、タレント、司会者、元朝日放送アナウンサー
- 高山景子 - フリーアナウンサー、元新潟総合テレビ・テレビ愛媛アナウンサー
- 熊田力三 - 元岐阜放送アナウンサー
- 池田秀昭 - 元中国放送アナウンサー
- 藤田原野 - フリーアナウンサー
- 田中めぐみ - フリーアナウンサー